# Éva Truffaut
Pour les articles homonymes, voir Truffaut.
Éva Truffaut, née le 29 juin 1961, est une actrice et photographe française.

## Biographie
Éva Truffaut est la fille de François Truffaut et de Madeleine Morgenstern.
Elle a joué dans plusieurs films de son père et s'est produite au théâtre.
Elle a également travaillé avec Serge Bozon, Vincent Dieutre, Pierre Léon, Jean-Paul Civeyrac, Arnold Pasquier, Judith Cahen, Boris Lehman, Eugène Green…
En 1984, au décès de son père, François Truffaut, elle devient l'un des ayants droit du réalisateur, avec Fanny Ardant, dernière compagne du cinéaste, et sa sœur aînée Laura Truffaut.

## Filmographie

### Actrice
- 1970 : L'Enfant sauvage de (et avec) François Truffaut
- 1971 : Les Deux Anglaises et le Continent de François Truffaut
- 1975 : L'Argent de poche de François Truffaut
- 1992 : François Truffaut : Portraits volés de Serge Toubiana
- 1998 : L'Amitié de Serge Bozon
- 2000 : Histoire de ma vie racontée par mes photographies de Boris Lehman
- 2000 : Le Dieu Mozart 2 de et avec Pierre Léon
- 2000 : C'est merveilleux le film et l'œuvre théâtrale d'Arnold Pasquier
- 2001 : L'Adolescent de et avec Pierre Léon
- 2001 : Humphrey Bogart et la Femme Invisible d'Anne Benhaïem
- 2001 : Bonne Nouvelle[2] film de Vincent Dieutre
- 2002 : Bologna Centrale de Vincent Dieutre
- 2002 : L'Étonnement de Pierre Léon
- 2003 : Toutes ces belles promesses de Jean-Paul Civeyrac
- 2004 : Le Pont des Arts de Eugène Green
- 2005 : ADN de Judith Cahen
- 2007 : Guillaume et les sortilèges de Pierre Léon
- 2007 : Fragments sur la grâce[3] de Vincent Dieutre
- 2008 : Ea2 de Vincent Dieutre
- 2012 : Jaurès de Vincent Dieutre

### Réalisatrice
- 2001 : La Redonne (court métrage de 6 min)
- Juillet août coréalisé avec Christophe Atabekian
- La Visite de Vincent coréalisé avec Christophe Atabekian

## Photographie
Éva Truffaut a réalisé des séries de photos. Elle en expose certaines sur son site internet,,.